# 王华 (1956年)
王华（1956年1月—），男，黑龙江七台河人，中华人民共和国外交官，曾任中华人民共和国驻几内亚比绍共和国特命全权大使。

## 生平
1975年，毕业于广东外国语学院西班牙语系。1976年，任广东省人民政府外事办公室干部。1979年，进入中共中央对外联络部工作，先后在中联部拉美局、驻秘鲁大使馆、驻巴西大使馆任职。1997年，挂职中共陕西省彬县县委副书记。1998年，任中联部拉美局副局长。2003年，任中联部拉美局局长。2008年，任中联部国际交流中心主任。2011年，任中联部西欧局局长。2013年7月，出任中华人民共和国驻几内亚比绍大使。2017年3月，自驻几内亚比绍大使离任。

## 家庭
已婚，有一女。